# Samtgemeinde Himmelpforten
La Samtgemeinde Himmelpforten era una comunità amministrativa (Samtgemeinde) della Bassa Sassonia, in Germania.

## Storia
Il 1º gennaio 2014 la Samtgemeinde Himmelpforten venne fusa con la Samtgemeinde Oldendorf, formando la Samtgemeinde Oldendorf-Himmelpforten.

## Suddivisione
Al momento dello scioglimento, la Samtgemeinde Himmelpforten comprendeva 5 comuni:
- Düdenbüttel
- Engelschoff
- Großenwörden
- Hammah
- Himmelpforten